# آلن توماس
آلن توماس (به انگلیسی: Alan Thomas)؛ (متولد ۱۹۶۴) فیلسوف بریتانیایی در گروه فلسفه دانشگاه یورک است. او بیشتر به خاطر آثارش در زمینه اخلاق و فلسفه سیاسی شناخته شده‌است.

## حرفه
توماس قبل از تحصیل در مقطع کارشناسی در کالج کینگ، کمبریج، در مدرسه گریگ، لانلی تحصیل کرد. پس از یک سال تحصیل در دانشگاه هاروارد به‌عنوان محقق، به دانشگاه آکسفورد بازگشت تا دکترای خود را زیر نظر برنارد ویلیامز تکمیل و دریافت کند. توماس فعالیت کاری خود را ابتدا در کینگز کالج لندن آغاز کرد، و سپس در دانشگاه کنت، در کانتربری به تدریس پرداخت. در سال ۲۰۱۰ استاد اخلاق در دانشگاه تیلبورگ شد، و پس از آن در سال ۲۰۱۶، استاد فلسفه در دانشگاه یورک شد. او محقق مدعو در دانشگاه بریتیش کلمبیا (۲۰۰۷–۲۰۰۸)، عضو مؤسسه مورفی در دانشگاه تولین (۱۰–۲۰۰۹)، عضو مدعو مرکز تحقیقات علوم انسانی در دانشگاه ملی استرالیا (۲۰۱۵)، و همین‌طور استاد مدعو در دانشگاه سنت لوئیس (۲۰۱۵) بوده‌است. تحقیقات او توسط شورای پژوهشی هنر و علوم انسانی (۲۰۰۱)، و بنیاد جان تمپلتون (۲۰۱۵، ۲۰۱۶–۲۰۱۸) تأمین مالی شده‌است. توماس در سال ۲۰۱۹ توسط بنیاد تحقیقات اجتماعی مستقل بریتانیا برای کار بر روی «تنظیم بخش مالی» تأمین مالی شد. او در حال حاضر در یک تیم تحقیقاتی چندبخشه (فلسفه، محاسبات، حقوق) در یک پروژه چنددانشگاهی، بر روی پروژه UKRI، شورای تحقیقات علوم فنی و مهندسی (EPSRC) در زمینه انعطاف‌پذیری سیستم‌های مستقل مشارکت می‌کند.

## آثار
- جمهوری برابران: پیش‌توزیع و دموکراسی مالکیت دارایی، انتشارات دانشگاه آکسفورد، ۲۰۱۷.
- توماس ناگل، روتلج، ۲۰۱۵.
- برنارد ویلیامز (ویراستار و همکار)، انتشارات دانشگاه کمبریج، ۲۰۰۷.
- ارزش و زمینه: ماهیت دانش اخلاقی و سیاسی، انتشارات کلارندون، ۲۰۱۰.